# Elasmus insularis
Elasmus insularis är en stekelart som beskrevs av Girault 1912. Elasmus insularis ingår i släktet Elasmus och familjen finglanssteklar. Inga underarter finns listade i Catalogue of Life.